# Ровеньківський район
Ровеньківський район (Ровеньківщина) — район в Луганській області України з адміністративним центром в місті Ровеньки.
Розташований на тимчасово окупованій території України.
Площа району — 2090 км², населення — 295,78 тисяч мешканців (2020). У районі 94 населених пункти, що об'єднані у 3 громади.
Утворений 17 липня 2020 року в складі Антрацитівської, Ровеньківської та Хрустальненської міських територіальних громад Луганської області, створення котрих затверджене Кабінетом Міністрів України.